# Aura (Göttin)

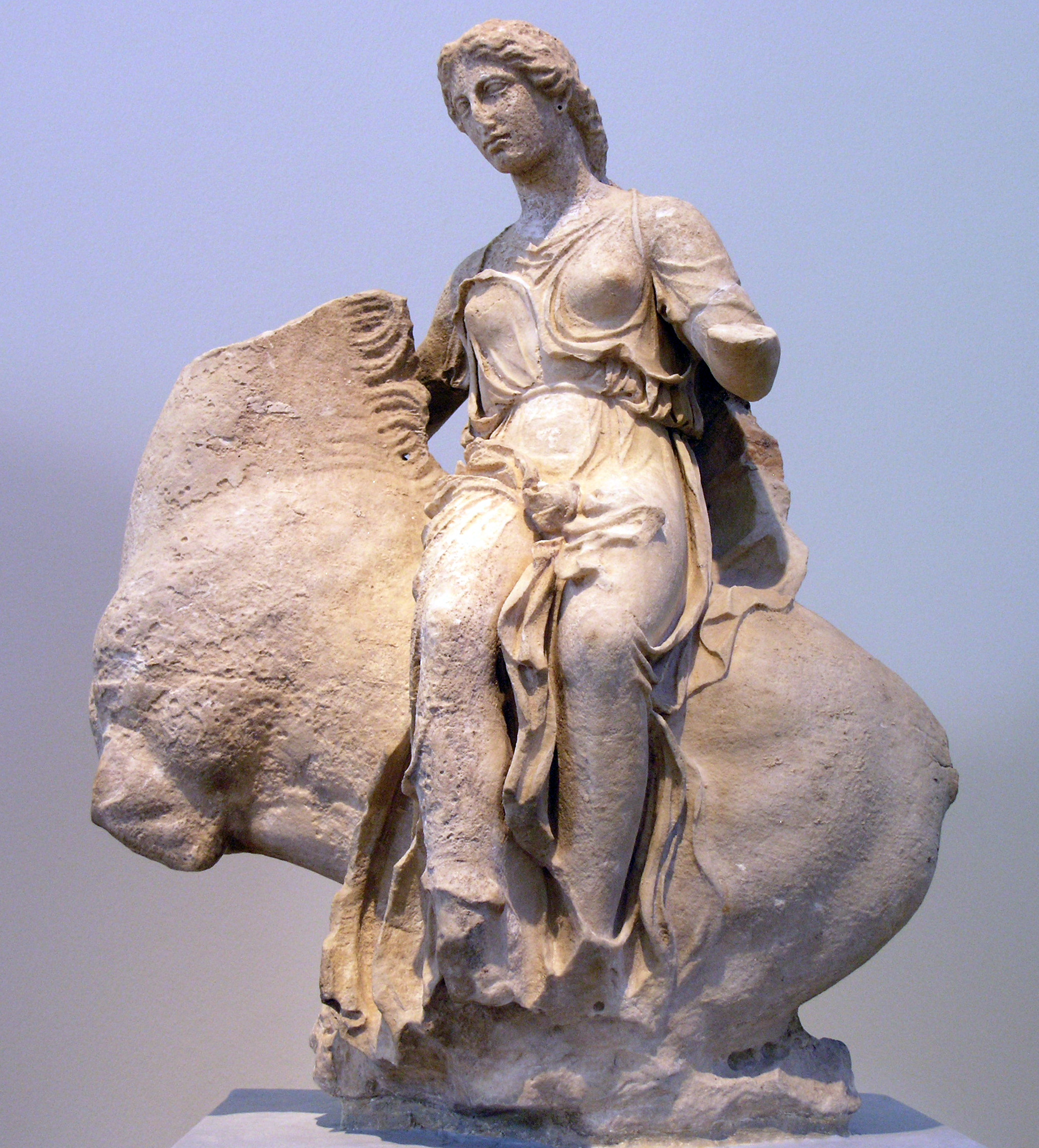
Aurastatue im Asklepiostempel in Epidauros

Aura (altgriechisch Αὔρα Aúra, auch Αὔρη Aúrē) ist in der griechischen Mythologie die Göttin der Morgenbrise.
Ihr Mythos wird überliefert in den Dionysiaka des Nonnos von Panopolis, wo sie einmal als Tochter des Titanen Lelantos und der Nymphe Periboea, ein andermal als Tochter der Göttin Kybele erscheint. Dort erscheint sie auch als Mutter des Iakchos, der gemeinhin mit Dionysos identifiziert wird.
Aura gehört zum älteren Göttergeschlecht der Titanen und wird als jungfräuliche Jägerin beschrieben, die besonders stolz auf ihre Keuschheit war. In ihrer Überheblichkeit verglich Aura ihren Körper mit dem der Göttin Artemis, wobei sie Artemis als zu weiblich, um eine wahre Jungfrau zu sein, bezeichnete. Daraufhin wendete sich Artemis an Nemesis mit der Bitte um Rache, woraufhin sie Auras Vergewaltigung durch Dionysos veranlasste.
Sie wurde von Dionysos mit Zwillingen schwanger und verfiel in Wahnsinn, wobei Aura versuchte, ihre neugeborenen Kinder zu töten / zu essen, und verschlang eins der beiden am Stück (das Mädchen). Doch der andere Zwilling, Iakchos, konnte noch rechtzeitig von Artemis gerettet werden, die ihn den eleusinischen Bakchen übergab. (Iakchos war eine der in den Mysterien von Eleusis verehrten Gottheiten.) Schließlich verwandelte Zeus Aura in einen fließenden Strom oder eine Brise.